# Conjuring 2
Conjuring 2 (von englisch Conjuring ‚Beschwörung‘) ist ein US-amerikanischer Horrorfilm von Regisseur James Wan und der dritte Film innerhalb des „Conjuring-Universums“. Er basiert auf dem „Enfield Poltergeist“: Die Dämonologen Ed und Lorraine Warren (bekannt aus Conjuring) untersuchten im Jahr 1978 eine angebliche Poltergeist-Aktivität in einer Londoner Familienwohnung. In den Hauptrollen sind Patrick Wilson und Vera Farmiga als Ehepaar Warren sowie Madison Wolfe und Frances O’Connor zu sehen.
Der Verleih Warner Bros. brachte den Film am 10. Juni 2016 in die US-amerikanischen und am 16. Juni in die deutschen Kinos.

## Handlung
Die amerikanischen Forscher für paranormale Aktivitäten Ed und Lorraine Warren untersuchen und dokumentieren im Jahr 1976 die Morde im Amityville-Horror-Haus, um zu ermitteln, ob eine dämonische Präsenz von Ronald DeFeo Jr. Besitz ergriffen und ihn zu der Ermordung seiner Familie am 13. November 1974 gezwungen hat. Während einer Séance hat Lorraine eine Vision, in der sie mit der Waffe in der Hand die Morde nachstellt. Dabei erscheint ihr ein Dämon in Gestalt einer Nonne und sie erlebt, wie ihr Ehemann aufgespießt und tödlich verletzt wird. Ed ist jedoch in der Lage, sie aus dieser traumähnlichen Vision aufzuwecken.
Im Jahr 1977: Die elfjährige Janet Hodgson lebt mit ihrer alleinerziehenden Mutter Peggy sowie den drei Geschwistern Margaret, Billy und Johnny in Enfield, London. Nachdem Janet und Margaret eines Abends mit einem selbstgebastelten Ouija gespielt haben, beginnt Janet zu schlafwandeln. In ihren Träumen spricht ein geisterhaftes Wesen zu ihr, welches darauf besteht, dass ihm das Haus gehöre und sie es verlassen sollen. Schließlich werden auch die anderen Geschwister des Hauses und Peggy Zeuge der paranormalen Ereignisse, die sie dazu zwingen, vorübergehend das Haus zu verlassen und Zuflucht bei den befreundeten Nachbarn zu suchen.
Als die lokalen Medien sowie der britische Ermittler für paranormale Aktivitäten und technische Berater, Maurice Grosse, ein Interview mit den Hodgsons durchführen, stellt sich heraus, dass sich im Haus ein Poltergeist manifestiert hat. Dieser hat von Janet Besitz ergriffen und stellt sich ihnen als Bill Wilkins vor. In dem Haus der Familie lebte vorher ein älterer Mann mit diesem Namen, der in einem Sessel verstarb. Als sich die Anzeichen von Janets dämonischer Besessenheit verstärken, erreicht der Fall schließlich die Warrens. Sie werden von der lokalen Kirche angefordert, nach London zu kommen, um die Ermittlungen zu unterstützen und zu dokumentieren. Enfield wird durch die Vorkommnisse derweil schon als Englands Amityville bezeichnet. Lorraine, die ein Jahr zuvor während der Untersuchung in Amityville die Vision von Eds Tod und dem Nonnen-Dämon hatte, bekommt später im Haus der Warrens eine weitere Vision, bei der sie den Namen des Dämons erfährt und ihn in ihre Bibel kritzelt. Sie warnt Ed daher davor, diesen Fall anzunehmen. Ed möchte der Familie jedoch helfen und sie lässt sich letztendlich dazu überreden, nach London zu reisen, um den Fall als Beobachter zu übernehmen.
Ed und Lorraine untersuchen nun gemeinsam mit Maurice Grosse die Echtheit der Vorfälle im Haus der Hodgsons. Sie versuchen nun über Janet mit Wilkins’ Geist zu kommunizieren, in der Hoffnung, mit ihm sprechen zu können und ihm zu befehlen, die Familie nicht weiter zu belästigen. Wilkins besteht aber weiter darauf, dass ihm das Haus gehört und sie alle verschwinden sollen. Parapsychologin Anita Gregory, die sich ebenfalls für die Vorfälle interessiert, ist jedoch skeptisch. Sie glaubt nicht an übernatürliche Vorkommnisse im Haus und ist davon überzeugt, dass Janet alles nur vortäuscht.
Eines Nachts, nachdem die Hodgsons und Warrens erneut Zeugen von Janets Besessenheit wurden, präsentiert Gregory den Video-Beweis einer aufgestellten Kamera der zeigt, wie Janet absichtlich die Küche verwüstet. Damit beabsichtigt Gregory ihre Vermutung beweisen zu können, dass alle Ereignisse nur gestellt sind und Peggy ihre Kinder dazu angestiftet hat. Ed und Lorraine sind zwar von dem vermeintlichen Betrug überzeugt, Ed möchte der Familie dennoch helfen. Peggy wirft die Forscher aber enttäuscht aus dem Haus und die Warrens reisen daraufhin ab. Janet jedoch beteuert ihrer Familie später, dass sie dazu gezwungen wurde, damit die Forscher aus dem Haus verschwinden. Durch Tonbandaufnahmen, die Ed während der Vorkommnisse im Haus aufgezeichnet hatte und nun während der Abreise auswertet, erkennen die Warrens, dass der Geist von Wilkins nur eine Marionette ist und manipuliert wurde, um Janet zu verfolgen und zu verschleiern, dass der wahre Drahtzieher der dämonische Geist aus Lorraines Visionen ist.
Ed und Lorraine kehren nun schnellstmöglich zum Wohnsitz der Hodgsons zurück, wo sie feststellen müssen, dass die Familie ausgesperrt wurde und nur noch die besessene Janet im Haus verblieben ist. Während des gegenwärtigen Gewitters trifft ein Blitzschlag einen am Haus stehenden Baum. Dieser knickt ab und es bleibt nur der gezackte spitze Stumpf übrig, ähnlich jenem, der Ed in Lorraines Vision aufgespießt hat. Ed versucht nun allein ins Haus zu gelangen, um nach Janet zu suchen. Er findet sie an einem Fenster über dem Baumstumpf stehend, um hinunter zu springen und Selbstmord zu begehen. Er schafft es jedoch sie zu packen und vor dem Sturz am Vorhang hängend festzuhalten, jedoch sind beide zu schwer und drohen hinabzustürzen. Unterdessen erinnert sich Lorraine, dass sie den Namen des Dämons während einer Vision in ihre Bibel schrieb, welcher Valak lautet. Sie kämpft sich nun durch das Haus, erreicht das Zimmer und wird von dem Nonnen-Dämon angegriffen, der sie gegen die Wand schleudert. Sie konfrontiert Valak mit seinem Namen, um ihn zurück in die Hölle zu verdammen. Dabei wird der Besitz von Janet gelöst und Lorraine kann sie und Ed in Sicherheit bringen.
In einem Text-Epilog wird offenbart, dass Peggy für den Rest ihres Lebens in dem Haus lebte und 2003 in einem Sessel an derselben Stelle sitzend, wie Bill Wilkins 40 Jahre zuvor, verstarb. Nach der Rückkehr in die Vereinigten Staaten fügt Ed mit dem „Crooked Man-Zoetrop“ ein weiteres Element dem „Warren Occult Museum“ in der Nähe von „Aprils Spieldose“ und der Vitrine, in welcher die „Annabelle-Puppe“ eingeschlossen ist, hinzu.
Der Film endet damit, dass die Warrens zu Elvis Presleys „Can’t Help Falling in Love“ tanzen.

## Produktion

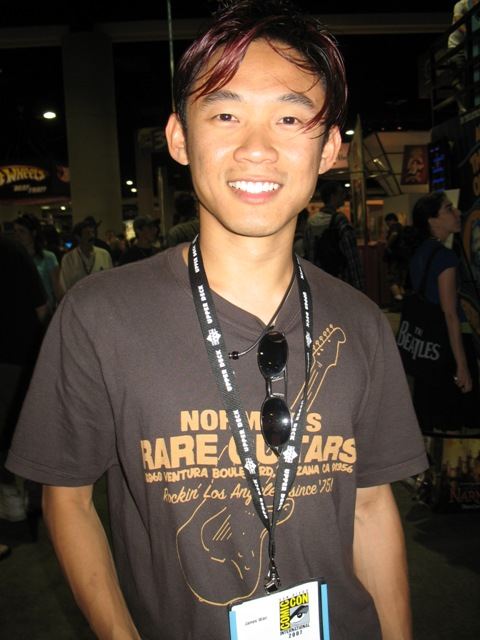
Regisseur James Wan

### Entwicklung und Entstehungsgeschichte
Im Juli 2013, noch vor der regulären Veröffentlichung von The Conjuring, berichtete Variety, dass sich New Line Cinema bereits in einer frühen Phase der Entwicklung für eine Fortsetzung befand, nachdem es erfolgreiche Test-Vorführungen und positive Bewertungen für den ersten Film gab. Im Januar 2015 wurde bekannt, dass David Leslie Johnson damit beauftragt wurde, das Drehbuch für The Conjuring 2 zu schreiben. Johnson sollte dabei einen früheren Drehbuch-Entwurf von James Wan, das er zusammen mit Chad und Carey Hayes geschrieben hatte, überarbeiten und umschreiben. Der Film sollte sich mit dem Fall „Enfield Poltergeist“ beschäftigen, der sich in London Borough of Enfield in den Jahren 1977 bis 1979 ereignete, als die dreizehn und elf Jahre alten Schwestern Margaret und Janet Hodgson von Geisteraktivität berichteten. Ed und Lorraine Warren selbst waren jedoch nur sehr sporadisch an den damaligen Untersuchungen beteiligt, weshalb das Drehbuch demzufolge angepasst werden musste, um ihnen im Film mehr Raum zu geben und sie als Hauptakteure darzustellen. Zudem sollte The Conjuring 2 eine Verbindung zum berühmtesten Fall der Warrens, „The Amityville Horror“ herstellen, an dessen Untersuchungen die Warrens zuvor beteiligt waren.

### Casting und Vorproduktion
Im Juli 2013 wurde berichtet, dass Vera Farmiga und Patrick Wilson für ihre Rollen in einer Fortsetzung von The Conjuring unterzeichnet haben. Am 21. Oktober 2014 wurde bekannt, dass James Wan als Regisseur für die Fortsetzung gewonnen werden konnte und die Produktion des Films im Sommer 2015 beginnen soll. Im März 2015 reiste Wan nach London, um nach geeigneten Drehorten für Filmaufnahmen zu suchen. Anfang Juli 2015 besuchten die Hauptdarsteller Farmiga und Wilson Lorraine Warren am New England Paranormal Research Center in Connecticut, um sich auf ihre Rollen vorzubereiten. Am 28. Juli 2015 begann Regisseur Wan offiziell mit der Vorproduktion für den Film. Am 13. September 2015 wurde zudem Don Burgess als Kamera-Regisseur angekündigt.
Ebenfalls im September 2015 wurden weitere Darsteller wie Frances O’Connor, Simon McBurney, Lauren Esposito und Madison Wolfe in der Besetzungsliste bestätigt. Weiterhin wurde Ende September bekannt, dass Franka Potente, Simon Delaney und Maria Doyle Kennedy sowie Patrick McAuley und Benjamin Haigh als Nebendarsteller fungieren. Am 1. Dezember 2015 wurde zudem bestätigt, dass Sterling Jerins wieder ihre Rolle aus dem ersten Film als Tochter der Warrens, Judy, übernommen hat.

### Dreharbeiten
Die Hauptdreharbeiten zu Conjuring 2 mit einem Budget von ca. 40 Millionen US-Dollar begannen am 21. September 2015 in Los Angeles, Kalifornien. Aufgrund von unerklärlichen und unheimlichen Vorkommnissen bei den Dreharbeiten zum ersten Film während der gesamten Produktion luden die Filmproduzenten einen Priester aus der römisch-katholische Erzdiözese Erzbistum Santa Fe ein, um das Filmset vor Beginn der Aufnahmen zu segnen. Am 18. November 2015 fuhr das Produktionsteam für Dreharbeiten nach London zum „The Warrington“, einem Pub in einem Wohnviertel von Maida Vale. Am 22. November 2015 fanden zudem Dreharbeiten in der Marylebone Station statt. Weitere Außenaufnahmen wurden im Londoner Stadtteil Enfield abgefilmt. Die Dreharbeiten in London wurden am 1. Dezember 2015 abgeschlossen. Die kompletten Dreharbeiten dauerten 50 Tage, wobei die Aufnahmen in Los Angeles 40 Tage in Anspruch nahmen sowie insgesamt 10 Tage in London gefilmt wurde.

### Filmmusik
Die Filmmusik stammt wie schon in Wans früheren Geisterfilmen Insidious, Conjuring – Die Heimsuchung sowie Insidious: Chapter 2 von dem US-amerikanischen Filmkomponist Joseph Bishara und wurde am 3. Juni 2016 von dem zu Time Warner gehörenden Label WaterTower Music veröffentlicht. Bishara komponierte unter anderem auch die Musik für Insidious: Chapter 3 und dem Conjuring-Ableger Annabelle.

## Marketing und Veröffentlichung

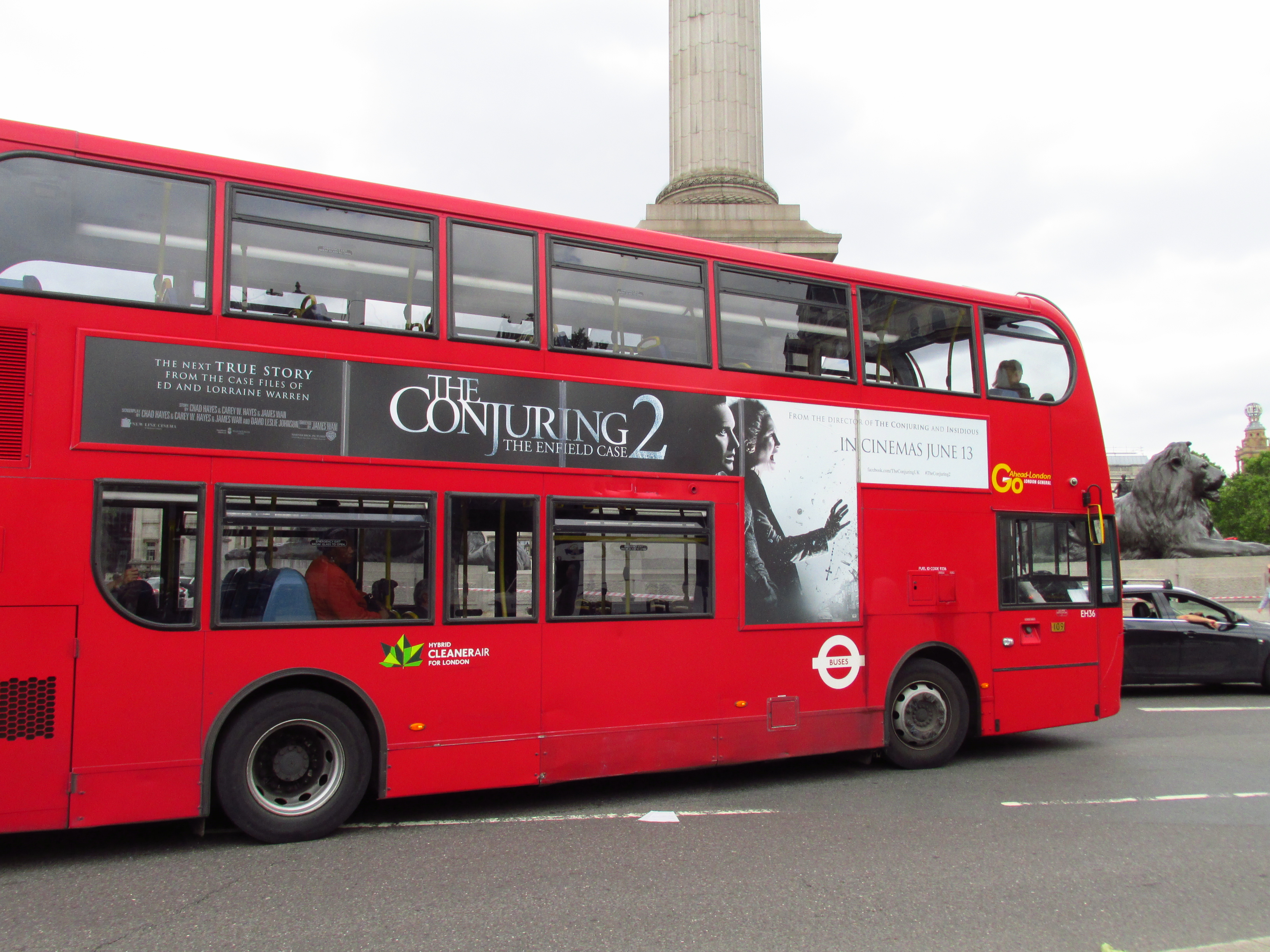
Bus in London mit Werbeplakat für The Conjuring 2

Im Dezember 2015 veröffentlichte Entertainment Weekly das erste Bild aus dem Film, auf dem die von Madison Wolfe gespielte Filmfigur zu sehen ist. Am 6. Januar 2016 veröffentlicht James Wan einen Teaser-Clip und es wurde bekannt, dass der erste offizielle Teaser-Trailer am 7. Januar 2016 veröffentlicht wird. Am 26. März 2016 zeigte Wan den ersten offiziellen langen Trailer auf der WonderCon. Am 20. Mai veröffentlichte Warner Bros. Pictures auf YouTube ein 360-Grad-Virtual-Reality-Tour-Video durch das Enfield-Film-Haus. Zudem wurde der Film am 12. April 2016 auf der jährlichen Warner Bros. CinemaCon in Las Vegas vorgestellt. Am 13. und 25. Mai 2016 veröffentlichte Warner Bros. weitere Videos auf YouTube, die neue Filmausschnitte, Interviews sowie Audioaufnahmen des Dämons enthalten, die von originalen Tonbandaufnahmen der Warren-Fallakten stammen sollen und den Film inspiriert haben.
The Conjuring 2 sollte ursprünglich am 23. Oktober 2015 in den US-Kinos anlaufen, jedoch zog New Line Cinema den Termin im Oktober 2014 zurück, weil der Zeitplan nicht eingehalten werden konnte und verlegten die Veröffentlichung des Films auf das Jahr 2016. Am 11. November 2014 wurde mit dem 10. Juni 2016 ein neuer Veröffentlichungstermin bekanntgegeben. Am 28. Mai 2016 wurde der Film auf dem Nocturna Film Festival in Madrid gezeigt. Die offizielle Weltpremiere fand am 7. Juni 2016 auf dem Los Angeles Film Festival im TCL Chinese Theatre statt.
Vom 8. bis 10. Juni 2016 spielte The Conjuring 2 weltweit ca. 35,9 Millionen US-Dollar ein. In Nordamerika schlägt dabei das Startwochenende am ersten Tag mit 16,4 Millionen US-Dollar zu Buche, während außerhalb der Vereinigten Staaten eine Summe von ca. 19,5 Millionen US-Dollar an den Kinokassen eingenommen wurde. Für das gesamte Startwochenende in Nordamerika wurden Einnahmen in Höhe von ca. 40,4 Millionen sowie international rund 51,5 Millionen US-Dollar bekanntgegeben. Das Gesamteinspielergebnis seit Veröffentlichung des Films beträgt weltweit 320 Millionen US-Dollar.

## Rezeption
Die Kritiken zum Film fielen gemischt bis überwiegend positiv aus, was sich auch in den Auswertungen US-amerikanischer Aggregatoren widerspiegelt. So erfasst Rotten Tomatoes größtenteils positive Besprechungen und ordnet den Film dementsprechend als „Verbrieft Frisch“ ein. Dort formuliert man den Konsens: „The Conjuring 2 kommt nicht umhin, ein wenig von dem kalten Stich seines Vorgängers durch Ähnlichkeit zu verlieren, doch was bleibt ist immer noch eine überlegene Geistergeschichte, die mit einem Gänsehautkribbeln erzeugenden Geschick erzählt wird.“ Laut Metacritic fallen die Bewertungen im Mittel „Grundsätzlich Wohlwollend“ aus.

„Der hochemotionale, wirkungsvoll inszenierte und sehr gut gespielte Horrorthriller ist trotz kleiner Längen eine gelungene Weiterführung des Originals.“

„Optisch ansprechend, atmosphärisch stimmig und mitunter erstaunlich berührend – sieht man von kleineren Drehbuchschwächen und etwas plumpen Computereffekten ab, bietet ‚Conjuring 2‘ fesselnde Gruselunterhaltung.“

„Die Klasse seines Vorgängers kann Conjuring 2 nicht erreichen. Er ist aber verdammt nah daran. Sehr positiv ist, dass der Film nicht versucht, seinen ersten Teil zu kopieren oder gar zu überbieten. Viel mehr entwickeln sich einige Storylines und auch die Charaktere weiter. […] Warum Conjuring 2 aber nicht an seinen ersten Teil herankommt, ist schnell erklärt: Es ist die Erwartungshaltung, die man nach Conjuring – Die Heimsuchung automatisch hat. Während dort Schockmomente im Minutentakt und verschiedenste Stilmittel (Wackelkamera, Geräusche, Action, Austreibungen) zum Einsatz kamen, beschränkt sich Conjuring 2 auf Atmosphäre und Story – echter Oldschool-Horror also. Auf der anderen Seite haben die Macher damit Mut bewiesen und heben sich damit angenehm von der typischen Fortsetzungswelle ab.“

Der Filmdienst zieht ebenfalls ein positives Fazit:

„Geschickt spielt der handwerklich und darstellerisch brillante Horrorfilm in epischer Breite auf der Klaviatur des Geisterfilm-Genres und unterhält spannend, freilich ohne dem Sujet neue Impulse abzugewinnen.“

| Jahr | Auszeichnung          | Kategorie               | Ergebnis  |
| ---- | --------------------- | ----------------------- | --------- |
| 2016 | Golden Trailer Awards | Best Horror             | Nominiert |
| 2016 | Golden Trailer Awards | Best Horror TV Spot     | Gewonnen  |
| 2017 | People’s Choice Award | Favorite Thriller Movie | Nominiert |
| 2017 | Saturn Awards         | Bester Horrorfilm       | Nominiert |

## Fortsetzung und Ableger
Im Juni 2017 wurde berichtet, dass sich eine Fortsetzung zu Conjuring 2 in Arbeit befinde, die abermals von David Leslie Johnson geschrieben wurde. Der Regieposten wurde mit Michael Chaves neubesetzt, während James Wan über seine Produktionsfirma Atomic Monster nur noch als Produzent am Film beteiligt war. Conjuring 3: Im Bann des Teufels kam am 4. Juni in die US-amerikanischen und am 1. Juli 2021 in die deutschen Kinos.
Daneben sollten verschiedenen in Conjuring 2 eingeführte Figuren die Grundlage für weitere Spin-offs innerhalb des Conjuring-Universums bilden. So wurde im Juni 2016 der Ableger The Nun über die gleichnamige Dämonen-Nonne angekündigt, der von Gary Dauberman geschrieben und von Corin Hardy inszeniert wurde. Der Film kam am 6. September 2018 in die deutschen und am darauffolgenden Tag in die US-amerikanischen Kinos. Das im Juni 2017 angekündigte Spin-off The Crooked Man, welches ursprünglich von Drehbuchautor Mike Van Waes geschrieben werden sollte, wurde von James Wan nach Jahren ohne Produktionsfortschritt im November 2022 abgesagt.